# 도쿠가와 교코

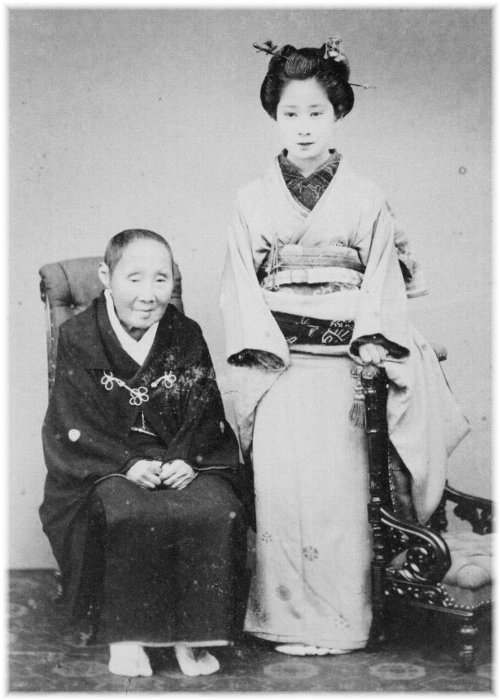
요시코 여왕 (왼쪽)과 도쿠가와 쿄코 (오른쪽)

도쿠가와 쿄코(일본어: 徳川 鏡子 とくがわ きょうこ[*], 1873년 (메이지 6년) 6월 2일 - 1893년 (메이지 26년) 9월 29일)는 메이지 시대의 백작 부인이다. 도쿠가와 요시노부의 장녀로, 타야스 도쿠가와가 당주 도쿠가와 사토타카와 결혼했다.

## 생애

### 출생
1873년 6월 2일, 요시노부와 측실 신무라 노부와의 사이에서 태어났다. 처음 촬영된 사진에 할머니인 도쿠가와 요시코와 함께 찍힌 것이 있다.

### 결혼과 요절
1887년 (메이지 20년) 3월 23일에 타야스가 도쿠가와 사토타카에게 시집가, 4명의 딸을 낳았으나, 1893년 9월 29일에 21살의 나이로 병사했다. 사망하기 2년 전인 19살 때 촬영된 사진이 가장 어린 말년으로 여겨진다. 둘 사이에 아들은 없었다. 쿄코가 죽은 후, 사토타카는 시마즈 타다요시 공작의 5녀 토모코와 재혼해, 장남과 5명의 딸을 두었다.

## 가족

### 도쿠가와 요시노부가
- 동복형제자매
  - 오빠 : 케이지 (메이지 4년 6월 29일 - 메이지 5년 5월 22일)
  - 여동생 : 테츠코 - 도쿠가와 사토미치 (히토츠바시 모치하루의 아들)의 아내 (메이지 8년 10월 27일 - 다이쇼 10년 12월 10일)
  - 남동생 : 히로시 - 돗토리번 이케다가 14대 당주 이케다 나카히로. 후작, 귀족원 의원. 다이쇼 천황의 시종장. 이케다 테루토모의 양자
  - 남동생 : 히토시 (메이지 11년 8월 17일 - 11월 28일)
  - 여동생 : 요코 (메이지 13년 8월 24일 - 9월 29일)
  - 여동생 : 츠네코 - 후시미노미야 히로야스 왕비
  - 남동생 : 요시히사 - 공작, 귀족원 의원, 화족세습재산심의회 의장
  - 여동생 : 에이코 - 도쿠가와 쿠니유키의 아내 (메이지 20년 3월 22일 - 다이쇼 13년 7월 5일)
  - 남동생 : 쿠와시 - 백작, 아사노 시멘트 중역. 카츠 카이슈의 데릴사위
- 이복형제자매
  - 남동생 : 젠지 (메이지 4년 9월 8일 - 메이지 5년 3월 10일)
  - 남동생 : 타쿠마 (메이지 5년 10월 5일 - 메이지 6년 7월 5일)
  - 남동생 : 아츠시 - 남작, 귀족원 의원. 토메이화재보험 이사.
  - 여동생 : 카네코 (메이지 8년 4월 3일 - 7월 22일)
  - 여동생 : 후데코 - 하치스카 마사아키의 아내
  - 여동생 : 요시코 (메이지 11년 8월 17일 - 10월 8일)
  - 여동생 : 나미코 - 마츠다이라 히토시 (마츠다이라 나리타미의 9남)의 아내. (메이지 13년 9월 17일 - 쇼와 29년 1월 13일)
  - 여동생 : 쿠니코 - 오오코우치 키코 (오오코우치 테루나의 장남)의 아내 (메이지 15년 1월 23일 - 쇼와 17년 9월 11일)
  - 여동생 : 이토코 - 시죠 타카치카의 아내 (메이지 16년 9월 18일 - 쇼와 28년 10월 11일)
  - 남동생 : (메이지 17년 8월 22일 사산)
  - 남동생 : 야스시 (메이지 18년 9월 22일 - 메이지 19년 7월 2일)
  - 남동생 : 마코토 - 남작, 귀족원 의원
  - 여동생 : (메이지 24년 6월 2일 사산)

### 타야스 도쿠가와가
- 남편 : 도쿠가와 사토타카
  - 장녀 : 스미코 - 백작 미조구치 나오요시와 결혼
  - 차녀 : 타네코 - 자작 츠치야 겐나오 (土屋拳直)와 결혼
  - 3녀 : 츠야코 - 백작 타치바나 칸노리 (立花鑑徳)와 결혼
  - 4녀 : 슈코 (繡子) - 자작 도쿠가와 타케사다와 결혼